# Diuris corymbosa
Espèce
Diuris corymbosa est une espèce d'orchidées du genre Diuris.
Il est endémique au sud-ouest de l'Australie-Occidentale.
Il est haut de 30 à 50 cm. Les fleurs sont jaunes à brune et apparaissent d'août à septembre dans son territoire d'origine.